# Centropogon polytrichus
Centropogon polytrichus är en klockväxtart som beskrevs av Franz Elfried Wimmer. Centropogon polytrichus ingår i släktet Centropogon och familjen klockväxter. Inga underarter finns listade i Catalogue of Life.